# Конференс (сорт груш)
Конференс (англ. Conference) — сорт груши обыкновенной. 

## История
Этот сорт груши был выведен в  XIX веке в Великобритании садоводом Томасом Фрэнсисом Риверсом в его питомнике в графстве Хартфордшир. Своим названием сорт  обязан тому, что в 1885 году получил первый приз на Национальной конференции британских садоводов в Лондоне (англ. «Conference» — «конференция»). 

## Описание
«Конференс» — груши среднего размера, вытянутой формы, визуально несколько похожи на груши «Боск». Кожица плода толстая, зеленовато-коричневая, при созревании немного меняет цвет. Текстура мякоти нежная, вкус сладкий. 

## Распространение
Груши «Конференс» — один из самых распространённых коммерчески выращиваемых сортов груш в Европе. Они активно выращиваются не только у себя на родине, в Великобритании, но и во Франции, Италии, Испании, Бельгии, Нидерландах. На славу производителя лучших груш «Конференс» претендует французский регион Савойя. Савойские груши «Конференс» во Франции были признаны продуктом с защищённым географическим происхождением, что означает, что груша «Конференс», позиционируемая в качестве савойской, может быть выращена и собрана только там.
На основании груш Конференс в дальнейшем были выведены другие гибридные сорта груш, в частности, «Конкорд» (гибрид сортов «Конференс» и Комис).